# Prešnica–Koper-vasútvonal

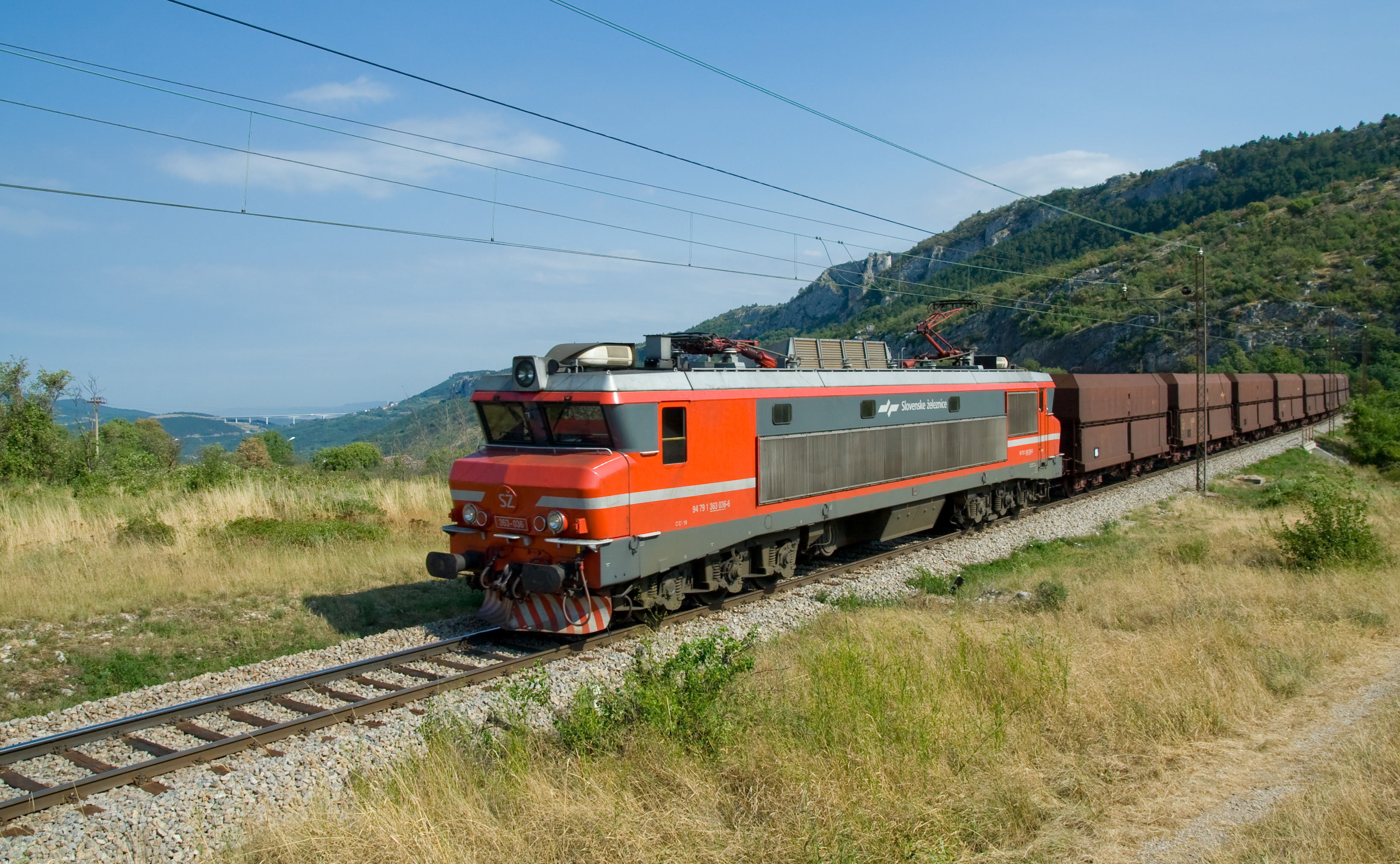
Tehervonat a vonalon egy SŽ 363 sorozatú villamosmozdonnyal

A Prešnica–Koper-vasútvonal egy meredeken emelkedő, egyvágányú, 31,5 km hosszúságú, 3 kV egyenárammal villamosított vasútvonal Szlovéniában, amely Koper kikötőjét köti össze az ország normál nyomtávú vasúthálózatával.

## Bővítése
Sok éven át viták folytak arról, hogyan lehetne növelni a vonal kapacitását, akár a meglévő vonal bővítésével, akár egy új vonal építésével. Az alapvető probléma, amely kezdetben minden projekt kudarcát okozta, a projekt hatalmas költsége volt. Szlovénia 2017-ben törvényt fogadott el a finanszírozás biztosítására. Erre a célra köz- és magánszféra közötti partnerséget terveztek. A projekt költségeit 1,2 milliárd euróra becsülik, amelyből Szlovénia 522 millió eurót kíván kifizetni. Az összeköttetésben nagyon érdekelt Magyarországtól 200 millió eurós hitelajánlat érkezett, de ezt Szlovénia politikai okokból nem akarja elfogadni, az EU 109 millió eurós finanszírozási kötelezettségvállalása és az Európai Újjáépítési és Fejlesztési Bank hosszú távú kölcsöne a költségek egyharmadára kérdésesnek tűnik. A projekt ellenzői attól tartanak, hogy a külföldi finanszírozók miatt az ország elveszíti szuverenitását.
Népszavazás útján érték el, hogy népszavazást tartsanak a projektről. Erre 2017. szeptember 24-én került sor, és a szavazók 53,5%-a (a szavazásra jogosultaknak csak mintegy 20%-a vett részt) támogatta a projektet. 
Ezt követően egy civil társadalmi csoport több ellenzéki párt támogatásával beperelte az eredményt, azzal vádolva a kormányt, hogy 95 000 euró értékben az adófizetők pénzét használta fel az útvonal mellett folytatott kampány finanszírozására. Az ország legfelsőbb bírósága 2018 márciusának közepén helyt adott ennek a keresetnek, és úgy döntött, hogy a népszavazást meg kell ismételni. Miro Cerar miniszterelnök ezt követően 2018. március 15-én lemondott.
A második népszavazáson a választásra jogosultak mindössze 14%-a vett részt. Az alacsony részvétel miatt az eredmény nem jogilag kötelező érvényű. A kormány tehát annak ellenére folytatja a projektet, hogy a szavazók 50,07%-a ellenezte azt. A vasútvonal bővítéséről szóló törvényt várhatóan 2018 júniusában elfogadják.
A vonalat 2026-ig kétvágányúvá kívánják tenni.

## Műszaki kivitelezés
Az új vonal a meglévő vonaltól teljesen függetlenül épül meg, szintén egyvágánnyal, 27,1 km hosszúságban.  Két helyen nagyon közel halad majd az olasz határhoz. A második vonal lehetővé teszi az irányított működést a két vonal kombinálásával. Az, hogy egy ilyen kialakítású, két különböző vonalon történő üzemeltetés hogyan befolyásolja majd az utasforgalmat, teljesen nyitott kérdés. Az új vonal műszaki paramétereit tekintve sokkal kedvezőbb kialakítású, mint a meglévő vonal, ugyanakkor csaknem fele olyan rövid lesz, mint a jelenlegi. A legnagyobb meredekség csak 17 ‰ lesz, a 433 m tengerszint feletti magasságban lévő csúcs pedig majdnem száz méterrel alacsonyabb. A maximális sebességet 100 km/h-ra emelik. Ez csak úgy lehetséges, ha a vonalat főként alagutakban vezetik. Ehhez nyolc alagútra lesz szükség, amelyek hossza 128 métertől 6714 méterig terjed.. A második vonal a tervek szerint napi 231 vonatra és évi 43,3 millió tonna teherszállítmányra növeli a kapcsolat teljes kapacitását. Az első alagút a vonal közepén épül.